# Danmark oktatóhajó
A Danmark oktatóhajó 1932-ben épült a dániai Nakskov hajódokkban. A Danmark egy teljes vitorlázatú háromárbócos klipper.

## Története
A København oktatóhajó eltűnése után döntöttek úgy 1929-ben, hogy egy új oktatóhajót építenek. 1932. december 17-ére elkészült a Danmark névre keresztelt hajó.
A második világháború alatt (1939. augusztus 8. és 1945. november 13. között) a connecticuti New Londonban szolgált. Időnként még átlelt az Atlanti-óceánon, az Amerikai Egyesült Államokba. 
A Danmark fő állomáshelye a koppenhágai kikötőben vagy a frederikshavni MARTEC-ben (Maritime Training and Education Centre) található, az elmúlt években az európai vizeket járta, legutóbb 2002-ben pedig az Egyesült Államokban járt. A hajóhoz 16 főnyi személyzet és oktatók, valamint mintegy nyolcvan, 17 és 23 év közötti kadét tartozik (bár eredetileg 120 kadétot is képes befogadni).

## Érdekesség
Az Onedin család című filmsorozatban több hajó szerepét töltötte be: Pampero, Frisco Bell, Star of Bethlehem, Osiris, Osborne és Lady Lazenby néven volt látható.

## Kapitányok
- 1932-1937 - Anchor Emil Ankersø
- 1937-1964 - Knud L. Hansen
- 1964-? - Vilhelm Hansen